# Quechua sudboliviano
Quechua sudboliviano es un dialecto del quechua sureño empleado en el occidental de Bolivia (hablado por los quechuas) y la provincia de Jujuy de la Argentina (hablado por los kollas) por más de 3.637.500 personas según el SIL. Pertenece al grupo C o quechua sureño del Quechua II.
Las variantes de esta modalidad son:
- Quechua sucrense
- Quechua cochabambino
- Quechua orureño
- Quechua potosino
- Quechua chuquisaqueño
- Quechua jujeño